# 街角魔族
《街角魔族》是由伊藤出云以四格漫画形式發表的日本漫畫作品，在《Manga Time Kirara Carat》2014年8月号和9月号上做客连载，並於2014年11月号开始连载，已出版6冊單行本。TBS等電視台於2019年7月至9月播放全12話電視動畫系列。2020年8月28日宣布製作第2期動畫，於2022年4月至7月播放。

## 简介
在虚构的城市“多魔市”（原型为东京都多摩市），突然觉醒了魔族之力的暗之魔族的末裔吉田优子，為了解除魔法诅咒，決定挑戰光之一族的退役魔法少女千代田桃，以打敗她為目標；不過，千代田桃卻沒有視吉田优子為敵人，反而主動幫助和培訓吉田优子，围绕两人与身边的朋友和亲人的日常搞笑故事由此展开。

## 登场角色

### 主要角色
吉田优子（声：小原好美）
本作主角。15岁，生日为9月28日，血型O型。就读于樱之丘高中一年级D班，身材矮小，巨乳，对人说话总是使用敬语，学习和运动都不擅长，卻家事萬能。
绰号为“夏美子”（シャミ子），来自其母亲给她的魔族活动名“Shadow Mistress优子”的简写，一开始只有桃会用这个绰号称呼她，之后逐渐拓展到学校的朋友和老师，并且逐渐不习惯被用本名称呼。
在某天早上突然发现自己长出了角和尾巴，才知道自己并不是人类，而是暗之魔族，而自己总是长不高和家境贫寒的原因是受到光之一族的魔法诅咒，想要解除诅咒就只有拿到魔法少女的血液。为了振兴家族和能使自己长高而挑起了打败光之魔法少女的使命。
漫畫85回表示其頭上的角在某天自己脫落後也會在隔天長出來。
後來因為千代田桃的友善，對她產生好感，目標也改為誘使千代田桃「暗堕」，成為她的眷屬。
千代田桃（声：鬼头明里）
与优子同校的光之魔法少女。15岁，生日为3月25日，血型A型，就读于樱之丘高中一年级A班，头上戴着魔法少女的发饰，现已退役。
擅长运动，也有着十分强大的肌肉力量，身体能力比常人高很多，可以徒手捏碎握力计。
故事开始时间六年前凭借自己魔法少女的身份拯救了世界。
早已得知吉田优子的魔性，故主動親近她，誘導她走上正途。
莉莉丝（声：高桥未奈美）
优子的祖先。年龄約4000～5000岁，但大部分時間都在沉睡。来自美索不达米亚的褐色皮肤的梦魔。具有潜入并操控他人梦境的能力，平时待在封印空間中，封印的本體是一尊斷角的邪神像（24cm）。
從多魔川的水神那得到龍玉後獲得了能自由行動的身體。

### 學校
阳夏木蜜柑（声：高柳知叶）
在千代田桃魔力减弱时前来帮助桃的魔法少女。15歲，生日為11月3日，血型O型，高一学生，有着橙色的头发。原本是居住在其他地方的稳健派魔法少女，得知了樱之丘高中有魔族后就转到了樱之丘高中，也是少数对优子直呼其名的人。
佐田杏里（声：千本木彩花）
优子的同班同学。15歲，生日為5月1日，血型O型，跟优子关系很好，头发用带子扎在脑后，初中跟千代田桃一起上学，目前隶属于樱之丘高中网球部。人緣很廣，常被优子當成情報屋。
小仓紫苑（声：诹访彩花）
杏里的朋友，就读于一年级C班。15歲，生日為12月14日，血型A型，戴着眼镜，有着半长的黑发，创建了“诅咒与恶魔研究部”（呪術とか悪魔とかの研究部）。不知何時，在萬朵莊的天花板上建造了閣樓並住了下來。知道很多奇怪的知識和技術，可能與小鎮的秘密有所關連。
真實身分為掌管智慧、時間、書籍的魔族，古辛的末裔。本體是書。

### 領航員
梅塔子（声：七瀨彩夏、仲野裕）
千代田桃養的貓。過去是支援桃魔法少女活動的嚮導，能夠傳達神諭。但由於年紀大了，最近只會說「時候已到」。
原型是天使梅塔特隆。
蜜卡艾露
陽夏木蜜柑養的青蛙，品種是金色箭毒蛙，身上帶有劇毒。能夠在蜜柑戰鬥時變成箭矢（毒箭）攻擊敵人。
原型是天使米迦勒。
詩基爾
與朱紅玉簽訂魔法少女契約的金魚。感情淡薄，但對領航員的工作非常積極。目前被小倉紫苑所捕獲。
原型是天使Chazaqiel。
烏列爾
那由多誰何的領航員，有著豬的外型，被誰何拘束著。
原型是天使烏列爾。

### 家人
吉田清子（声：大原沙耶香）
优子和良子的母亲。性格強勢、外表年輕。在作品中由于受到光之一族的魔法诅咒故而家境贫寒，特別是對於一家4口一個月生活費4萬元的詛咒特別苦惱。因為成為魔族眷屬的關係，不會變老。
吉田良子（声：大和田仁美）
优子的妹妹。9歲，生日為1月7日，血型A型，自称为“良”。非常聰明，最近為了成為軍師而每天苦心學習。喜歡拍照。
吉田太郎（聲：梅津秀行）
优子的父亲，同時擔任本作品旁白。本名約書亞（ヨシュア），“吉田太郎”是其魔族活动的代号，本作故事开始前被千代田樱封印在了一个装蜜柑的箱子里，且由于魔法加持，这个箱子具有耐热耐油耐冲击和自动净化污渍的能力，目前被吉田家用来当桌子用。
照片裡的形象是個正太。漫畫85回清子表示說他過去在辦完一件大事後頭上的角會脫落。
千代田樱（聲：金元壽子）
千代田桃的义姐和师傅，過去守護著城鎮的魔法少女。本作故事开始的9年前下落不明，桃正在寻找她的踪迹，小时候跟吉田家因缘匪浅，本人形象是一隻白貓。
烏伽露露（聲：菲魯茲·藍）
憑依在陽夏木蜜柑身上「詛咒」的正體。雖然是仿造神話時代怪物而召喚的使魔，但是因為召喚儀式的錯誤而變成在蜜柑的感情動搖時會給身邊的人帶來厄運的詛咒。后从蜜柑体内分离并获得独立身体。

### 明日向
白澤（聲：松山鷹志）
咖啡店「明日向」的店長。過去受到千代田樱保護的魔族，是能說話並用兩腳行走的貘，常因各種狀況而全身是傷。以前擅長算命，另外也是多魔商店街吉祥物「多魔櫻花醬」的設計者，本人說是十年前聖誕節當晚首次開店時在街上遇到神秘的白貓後所創造。
莉子（聲：伊藤彩沙）
咖啡店「明日向」的店員。擅長迷惑人類的狐狸精，傳聞他製作的料理具有神秘吸引力且每天高朋滿座，於第二季動畫最後幫優子製作召喚儀式用的雞塊。在千代田樱失蹤前不久被樱給丟包在了明日向。
朱紅玉（しゅ ホンユー）
對莉子懷有敵意的魔法少女。18歲，誤會了莉子對自己的爺爺施加了洗腦而懷恨在心，為了打倒莉子簽訂了契約成了魔法少女。這10年來為了復仇一直在尋找莉子的下落。
在優子的幫助下解開了誤會，之後解除了魔法少女的契約並成了明日向的店員。

### 魔法少女
千代田桃
詳見『千代田桃』
阳夏木蜜柑
詳見『阳夏木蜜柑』
千代田樱
詳見『千代田樱』
朱紅玉（しゅ ホンユー）
詳見『朱紅玉』
那由多誰何（なゆた すいか）
千代田桃在6年前回到多魔鎮時遇到的魔法少女。
曾經襲擊過多魔鎮，但最後被千代田桃「無力化」了。
葡萄
千代田桃和阳夏木蜜柑認識的魔法少女。

## 設定

### 故事場景
多魔市
主角等人居住的城市，原型為原作者伊藤出雲的故鄉東京都多摩市，在故事中也經常出現以多摩市周邊的著名地標為原型的場景。
聖域樱之丘
故事的主要舞台，一座依山近林的閑靜臥城。以「聖域樱丘車站（原型聖蹟樱丘車站）」為中心，坐落著店鋪和商店街、學校等等。作為櫻花聖地也小有名氣，是個平靜而舒適的城鎮。
自神話時代起，經歷了無數光陰，直至現代，黑暗始終遭到光明流放。但有傳言道，在最強的魔法少女庇護下，杜絕了一切恩怨，讓光明與黑暗的後裔能夠和諧共處的小鎮，存在於極東之地的某處。住民習慣於各種各樣的奇聞軼事，有著特別強大「總之別去在意」的能力，聖域樱之丘在外人看來是非常怪異的小鎮。
樱之丘高級中學
主角等人所就讀的學校。
多魔樱花商店街
聖域樱丘車站東邊的商店街，有很多懷舊店鋪，商店街吉祥物的「多魔櫻花醬」很受小孩子歡迎。
萬朵莊
位在多魔市樱之丘3號，吉田家所在的老舊公寓，公寓本身破舊得像是一座廢墟。
由於各種原因，主角身邊的角色陸續搬進了公寓中。
公寓中貌似藏有秘密。
千代田家
位在多魔市樱之丘2丁目10號15幢，魔法少女千代田桃的住家，是由失蹤的千代田櫻留下的房子。
門口密碼鎖的密碼是「56562」。
明日向
由身為魔族的白澤店長所開的咖啡廳，店內受到了千代田樱的結界保護。
由於店員莉子所做的料理有謎樣的成癮性，所以店內的生意一直很好。
因為店面遭到破壞，現在遷移至萬朵莊。
美索不達米亞
吉田家血脈的發源地、莉莉丝的故鄉。
又稱「兩河流域」，被「幼發拉底河」和「底格里斯河」兩條大河所包圍的地域，是人類文明的發源地之一。

### 用語
Shadow Mistress優子
吉田優子的魔族活動名，優子常在自報這個名號時咬到舌頭。被旁人簡稱為「夏美子」。
危機管理型態
優子的戰鬥型態，藉由遇到危機時高漲的魔力而進行變身。外表由莉莉丝所設計，非常暴露。
變身時能提高優子的基礎能力，但對於比常人虛弱的優子而言，只能提升到正常人的平均水準。
那啥啥的杖
優子父親的武器，被優子在陽夏木家的工廠舊址中找到。由於沒人記得杖的名字，所以稱呼為「那啥啥的杖」。
能依使用者的魔力具現化成任何棒狀的物品，除了可修復部分物品外在不受現實法則約束的夢境中甚至能變化為神話級的武器。
魔法少女
光之一族的巫女，是跟光之一族簽訂契約的人類少女。
身體由高密度的「乙太體」所構成，擁有遠遠超越常人的身體能力和恢復力，在變身成戰鬥型態穿著魔法少女的禮服時能得到更強大的力量。由於維持乙太體需要魔力，所以當魔力耗盡時身體就會消失而變為「核心」狀態。
以前的魔法少女是以狩獵魔族作為主要活動，但是最近不以戰鬥為主流的穩健派增加了不少。
變身卍句
魔法少女變身時詠唱的咒文，傳說是由中世紀時代信州的巫女所詠唱的祝詞變化而來。
Fresh Peach
千代田桃的魔法少女名，故事時間開始的六年前曾拯救了世界。戰鬥時能在0.01秒內完成變身，是擅長以強大的力量壓制敵人的魔法少女，武器是「烈焰桃心變身杖」、必殺技是「鮮桃心靈洗禮」。
多魔櫻花醬
多魔樱花商店街的吉祥物，是一隻白色的吉祥物貓咪。設計者為咖啡店店長白澤，特技是「後空翻熱熱關東煮」，能從茶碗中無限溢出中毒性很高的糖果，對小孩子們洗腦。
暗黑機關
第一集從對話中出現，千代田櫻成立的聖域櫻之丘鎮內安全網路。
類似於暗之一族的居委會，會為居民們處理例如戶籍之類的問題，同時在發生緊急事件時會啟動記憶操作功能。主要聯絡方式為傳真發送，既使颱風來臨之際也會發送相關訊息。
現在已經停止運作，結界的更新系統也損壞了。雖以魔力來全自動處理所有事務，但停止運作時尚未繳清電費與通話費，列印用紙極度短缺（據稱停擺前每天會由羊羹人職員來補充300張列印用紙）。
實際位置在櫻之丘公園的地下，另外在千代田家的地下發現了停擺的暗黑機關辦公室與出入口，現在正在復原當中。

## 出版书籍
| 卷数 | 芳文社         | 芳文社                 | 東立出版社    | 東立出版社             |
| 卷数 | 发售日期       | ISBN                   | 發售日期      | ISBN                   |
| ---- | -------------- | ---------------------- | ------------- | ---------------------- |
| 1    | 2015年11月27日 | ISBN 978-4-8322-4639-3 | 2019年8月19日 | ISBN 978-957-26-3587-2 |
| 2    | 2016年10月27日 | ISBN 978-4-8322-4760-4 | 2019年12月6日 | ISBN 978-957-26-3588-9 |
| 3    | 2017年9月27日  | ISBN 978-4-8322-4875-5 | 2020年6月4日  | ISBN 978-957-26-3589-6 |
| 4    | 2018年11月9日  | ISBN 978-4-8322-4988-2 | 2021年6月7日  | ISBN 978-957-26-3590-2 |
| 5    | 2019年6月27日  | ISBN 978-4-8322-7102-9 | 2023年1月16日 | ISBN 978-957-26-3591-9 |
| 6    | 2021年2月25日  | ISBN 978-4-8322-7251-4 | 2023年8月24日 | ISBN 978-957-26-6695-1 |

## 电视动画
2019年1月28日在《Manga Time Kirara Carat》2019年3月号上宣布將《街角魔族》改編成電視動畫，於同年7月11日起播出。於2020年8月28日發表製作第二季消息，於2022年4月起播出。

### 製作人員
- 原作：伊藤出雲（芳文社 Manga Time Kirara Carat连载）
- 導演：樱井弘明
- 系列構成：大知慶一郎
- 角色設計：大塚舞
- 美術導演：美術設定：河合伸治
- 色彩設計：日野亞朱佳
- 攝影導演：大河内喜夫
- 編集：後藤正浩
- 音響導演：岩浪美和
- 音樂：櫻井美希
- 音樂製作：日音
- 監製：田中潤一朗、中村伸一、小林宏之、林俊安、中目孝昭、吉川敦史
- 動畫製作人：岡田耕二
- 動畫製作：J.C.STAFF
- 製作：街角魔族製作委員會、TBS

### 主题曲
第一季
片頭曲
作詞、作曲、編曲：辻林美穗
主唱：shami momo（吉田優子（小原好美）、千代田桃（鬼頭明里））
片尾曲
作詞：伊藤出雲，作曲、編曲：藤本功一
主唱：（夏美子（小原好美）、桃（鬼頭明里）、莉莉絲（高橋未奈美）、蜜柑（高柳知葉））
第二季
片頭曲
作詞、作曲、編曲：
主唱：shami momo（吉田優子（小原好美）、千代田桃（鬼頭明里））
片尾曲
作詞：伊藤出雲，作曲、編曲：藤本功一
主唱：（夏美子（小原好美）、桃（鬼頭明里）、莉莉絲（高橋未奈美）、蜜柑（高柳知葉））

### 各话列表
| 話數   | 日文標題 | 中文標題                               | 劇本                   | 分鏡              | 演出                | 作畫監督                                                                 |       |       |
| 第1季  | 第1季    | 第1季                                  | 第1季                  | 第1季             | 第1季               | 第1季                                                                    | 第1季 | 第1季 |
| ------ | -------- | -------------------------------------- | ---------------------- | ----------------- | ------------------- | ------------------------------------------------------------------------ | ----- | ----- |
| 第1話  |          | 優子醒来！！因為家庭情况今天開始當魔族 | 大知慶一郎             | 櫻井弘明          | 原田奈奈            | 大塚舞、林信秀 植竹康彥、                                                |       |       |
| 第2話  |          | 運動毅力！？萬物是流轉的               | 大知慶一郎             | 岡本英樹          | 岡本英樹            | 大木良一、伊東葉子 中林蘭子、河野直人 岩崎亮、宮口久美                   |       |       |
| 第3話  |          | 噩夢還是美夢！？暗之制门器小姐降臨     | 大知慶一郎             | 高橋若人 櫻井弘明 | 粟井重紀            | 陳錫濤、關鵬、誠宇                                                       |       |       |
| 第4話  |          | 澄清內心！！魔法少女新的力量           | 大知慶一郎             | 羽多野浩平        | 羽多野浩平          | 大木良一、迫由里香 前原薰、宮口久美 櫻井司                               |       |       |
| 第5話  |          | 鎮上都是陷阱？？懸崖邊魔族的新能力     | 大場小百合             | 大地丙太郎        | 大地丙太郎          | 大塚舞、佐藤嵩光 林信秀、河野直人 、迫由里香                             |       |       |
| 第6話  |          | 向著明天的決意！！沉重的整地器无法停止 | 大知慶一郎             | 及川泰一          | 上野史博            | 松本勝次、管振宇 烏山冬美、服部憲知 佐藤敏明                             |       |       |
| 第7話  |          | 桃色秩序！！圓圓輪胎是命運之環！！     | 大知慶一郎             | 鈴木行            | 野上良之            | 迫由里香、高橋美香 植竹康彥、AKIRA                                       |       |       |
| 第8話  |          | 被詛咒的果實！！酸酸橘子要當心！！     | 大場小百合             | 岡本英樹          | 岡本英樹            | 大塚舞、宮口久美 河野直人、中林蘭子 中熊太一、林信秀                     |       |       |
| 第9話  |          | 期末考試！！今天的我可是頭腦派魔族！！ | 大知慶一郎             | 大地丙太郎        | 村田尚樹            | 袴田裕二、金正男 Kim Gi Nam、Han Hyeon Ji Jeon Jong Min                  |       |       |
| 第10話 |          | 祖先會進化！！眼鏡映出的黑暗房間       | 大場小百合             | 佐藤龍雄          | 石田美由紀          | 迫由里香、高橋美香 堀光明、林信秀 前原薰                                 |       |       |
| 第11話 |          | 夢Dream再臨！！突破桃色防衛線吧        | 大知慶一郎             | 島崎奈奈子        | 島崎奈奈子          | 宮口久美、高橋みか 金正男、迫由里香 河野直人、植竹康彦 畠山佳苗、大塚舞  |       |       |
| 第12話 |          | 想要傳達的心意！！踏出魔族新的一步！！ | 大知慶一郎             | 櫻井弘明          | 野上良之 石田美由紀 | 高橋みか、迫由里香 佐藤嵩光、伊東葉子 植竹康彦、林信秀                   |       |       |
| 第2季  |          |                                        |                        |                   |                     |                                                                          |       |       |
| 第1話  |          | 再次對決！魔法少女的新形象！？         | 大知慶一郎             | 櫻井弘明          | 則座誠              | 大塚舞                                                                   |       |       |
| 第2話  |          | 废墟探索！隐情蜜柑与兴奋魔族           | 大知慶一郎             | 岡本英樹          | 田中瑛、野上良之    | 上田彩朔、宫口久美 佐佐木綾、中熊太一 中林兰子、佐藤嵩光、大塚舞         |       |       |
| 第3話  |          | 黑暗魔女再临！来自地狱的蒸汽！         | 大場小百合             | 波多野浩平        | 堀内直樹            | 熊睿鑫、刘云留、葛欢                                                     |       |       |
| 第4話  |          | 新物种发现！镇上的咖啡厅是魔族的巢穴！ | 大場小百合、大知慶一郎 | 頂真司            | 深濑重              | 浅尾宏成、前原薫 河野直人、株式会社Dogwood                               |       |       |
| 第5話  |          | 强袭！桃色的夺回夏美子作战！           | 大知慶一郎             | 鈴木行            | 則座誠              | 林信秀、永田有香 村上雄、 佐藤嵩光                                       |       |       |
| 第6話  |          | 夕陽的誓言！魔族們前進的道路！         | 大知慶一郎             | 岡本英樹          | 野上良之            | 上田彩朔、淺尾宏成 中熊太一、谷川正輝 大木良一、大塚舞                   |       |       |
| 第7話  |          | 片刻的休假！！魔族的夏日祭典           | 大場小百合             | 高田耕一          | 國本一穗            | 袴田裕二、金正男、龙光、彗敏、明光 大木良一、阪本哲也、株式会社Dogwood   |       |       |
| 第8話  |          | 火星四濺？！光與暗的聯合遠足！         | 大知慶一郎             | 安藤良            | 安藤良              | 宫口久美、淺尾宏成、河野直人、佐佐木綾、村上雄                           |       |       |
| 第9話  |          | 漆黑的感情!!暗黑之桃再臨!!             | 大場小ゆり             | 佐藤竜雄          | 羽多野浩平          | 林信秀、前原薫、永田有香、中熊太一、坂本哲也、村上雄                     |       |       |
| 第10話 |          | 先祖大人道場？！魔族的究極武器！       | 大場小ゆり             | 鈴木行            | 海宝興蔵            | 熊容鑫、江湧                                                             |       |       |
| 第11話 |          | 新學期！魔法少女的新職責！             | 大知慶一郎             | 岡本英樹          | 則座誠              | 上田彩朔、畠山佳苗、笹野充志、大木良一、村上雄、佐藤嵩光                 |       |       |
| 第12話 |          | 暗夜的儀式! 魔族新夥伴!!               | 大知慶一郎             | 桜井弘明          | 野上良之            | 宮口久美、浅尾宏成、前原薫、佐々木綾、林信秀、河野直人、大木良一、村上雄 |       |       |

### 播映平台

#### 日本國外

##### 第一期
| 播映地區 | 播映平台 | 播映日期               | 播映時間（UTC+8） | 備註   |
| -------- | -------- | ---------------------- | ----------------- | ------ |
| 中國     | bilibili | 2019年7月12日－9月27日 | 星期五            | [ 19 ] |

##### 第二期
| 播映地區         | 播映平台 | 播映日期               | 播映時間（UTC+8） | 備註   |
| ---------------- | -------- | ---------------------- | ----------------- | ------ |
| 香港、澳門、台灣 | bilibili | 2022年4月8日－7月2日   | 星期六 12:00      | [ 20 ] |
| 中國大陆         | bilibili | 2022年5月13日－7月29日 | 星期五 13:28      | [ 21 ] |

| 播放日期             | 播放時間（UTC+8）    | 播放電視台 | 播放地區 | 備註     |
| -------------------- | -------------------- | ---------- | -------- | -------- |
| 2022年4月8日－7月2日 | 星期六 21:00 - 21:30 | Animax     | 香港     | 日語原音 |
| 2022年4月8日－7月2日 | 星期六 22:30 - 23:00 | Animax     | 台灣     | 日語原音 |

### 藍光與DVD
| 卷數 | 發售日期      | 收錄話數        | 規格編號   | 規格編號   |
| 卷數 | 發售日期      | 收錄話數        | 藍光版     | DVD版      |
| ---- | ------------- | --------------- | ---------- | ---------- |
| 1    | 2019年10月2日 | 第1話 ~ 第3話   | PCXE-50921 | PCBE-56261 |
| 2    | 2019年11月6日 | 第4話 ~ 第6話   | PCXE-50922 | PCBE-56262 |
| 3    | 2019年12月4日 | 第7話 ~ 第9話   | PCXE-50923 | PCBE-56263 |
| 4    | 2020年1月8日  | 第10話 ~ 第12話 | PCXE-50924 | PCBE-56264 |